# Atypus suthepicus
Atypus suthepicus är en spindelart som beskrevs av Peter J. Schwendinger 1989. Atypus suthepicus ingår i släktet Atypus och familjen pungnätsspindlar.
Artens utbredningsområde är Thailand. Inga underarter finns listade.